# Genowefa Jakubowska-Fijałkowska
Genowefa Jakubowska-Fijałkowska (ur. 21 grudnia 1946 w Mikołowie) – polska poetka.
Debiutowała w roku 1972 na łamach Odry. Opublikowała dziesięć książek poetyckich i dwa wybory wierszy w Polsce i Czechach. W latach 1995–2010 jej wiersze drukowały liczne pisma literackie, m.in.: Arkusz, Akcent, Arkadia, Fraza, Gazeta Wyborcza, Nowa Okolica Poetów, Magazyn Literacki, Odra, Opcje, RED, Rita Baum, Topos, Twórczość, Zeszyty Literackie, Życie Literackie. Na podstawie jej utworów Radio Katowice wyemitowało pięć słuchowisk. Brała udział w festiwalach literackich w Czechach, Słowenii i Austrii. Była dwukrotną stypendystką Ministra Kultury i Dziedzictwa Narodowego w roku 2006 i 2011. W 2017 została finalistką Nagrody Literackiej „Nike” za tomik Paraliż przysenny. W 2021 została wyróżniona Nagrodą im. Wisławy Szymborskiej za tom Rośliny mięsożerne oraz otrzymała nominację do Nagrody Literackiej m.st. Warszawy. W 2024 za tom Wiwisekcja otrzymała nominację do Nagrody Literackiej „Nike” oraz do Nagrody Poetyckiej im. Kazimierza Hoffmana „Kos”. Jej wiersze były przekładane na język angielski, czeski, niemiecki, rosyjski, słowacki. Mieszka i pracuje w Mikołowie.

## Publikacje
- Tomy poetyckie
  - Dożywocie, Wydawnictwo Miniatura, Kraków 1994 ISBN 83-7081-096-9
  - Pan bóg wyjechał na Florydę, Instytut Wydawniczy Świadectwo, Bydgoszcz 1997
  - Pochylenie, Instytut Wydawniczy Świadectwo, Bydgoszcz 2002 ISBN 83-87531-07-3
  - Czuły nóż[10], Instytut Mikołowski, Mikołów 2006 ISBN 83-923755-1-3
  - Ostateczny smak truskawek[11], Instytut Mikołowski, Mikołów 2009
  - Performance[12], WBPiCAK, Poznań 2011 ISBN 83-60949-72-7
  - Ze mnie robaka i z robaka wiersze/Of me a worm and of the worm verses, OFF Press Londyn 2012 ISBN 978-0-9572327-0-9
  - Paraliż przysenny, Instytut Mikołowski, Mikołów 2016 ISBN 978-83-65250-19-3
  - Rośliny mięsożerne, Instytut Mikołowski, Mikołów 2020 ISBN 978-83-65250-66-7
  - Wiwisekcja, Instytut Mikołowski, Mikołów 2023 ISBN 978-83-65250-54-4
- Wybory wierszy
  - I wtedy minie twoja gorączka - wybór wierszy z lat 1994–2009, Instytut Mikołowski, Mikołów 2010 ISBN 83-60949-01-8
  - Něžný nůž, Protimluv, Ostrawa 2011
  - Poesie sitzt nicht in der Sonne, Der Pop Verlag, 2012, wiersze z lat 1994 – 2009 przełożyła Urszula Usakowska-Wolff ISBN 978-3-86356-43-0
- Antologie
  - Antologia #2, New Polish Poets Series, red. Marcin Orliński i Dawid Jung, OFF Press, Zeszyty Poetyckie, Londyn 2010